# Foreste di conifere subalpine dell'Himalaya nord-orientale
Le foreste di conifere subalpine dell'Himalaya nord-orientale (PA0514) sono un'ecoregione appartenente al bioma delle foreste di conifere temperate che si estende attraverso le altitudini medie e superiori dell'Himalaya orientale e dell'altopiano del Tibet sud-orientale. Parti dell'ecoregione si trovano nella Regione Autonoma del Tibet sud-orientale (Cina), nell'Arunachal Pradesh settentrionale e orientale (India) e nell'estremità orientale del Bhutan.

## Geografia
Le foreste di conifere subalpine dell'Himalaya nord-orientale coprono una superficie di 46300 km² del settore sud-orientale dell'altopiano del Tibet, ad un'altitudine compresa tra 2500 e 4200 m. La maggior parte di esse si trova nella gola dello Yarlung Tsangpo, dove il fiume omonimo piega attorno all'estremità orientale dell'Himalaya scendendo dall'altopiano del Tibet. Anche le valli percorse dai tributari dello Yarlung Tsangpo, come il Nyang Qu e il Parlung Tsangpo, ospitano parti di questa ecoregione collegate al nucleo principale. Exclavi isolate di questa ecoregione si trovano anche nella valle dello Zayü e nella valle di Tawang. Molte di queste foreste si trovano nelle cosiddette «valli interne», cioè valli riparate dagli influssi del monsone dell'Asia meridionale dalle catene montuose circostanti, ma che ricevono abbastanza precipitazioni da sostenere lo sviluppo di floride foreste.
Verso quote più elevate l'ecoregione trapassa gradualmente nei prati e arbusteti alpini dell'Himalaya orientale e negli arbusteti e prati del Tibet sud-orientale. Più in basso, invece, si trovano le foreste di latifoglie dell'Himalaya orientale.

## Flora

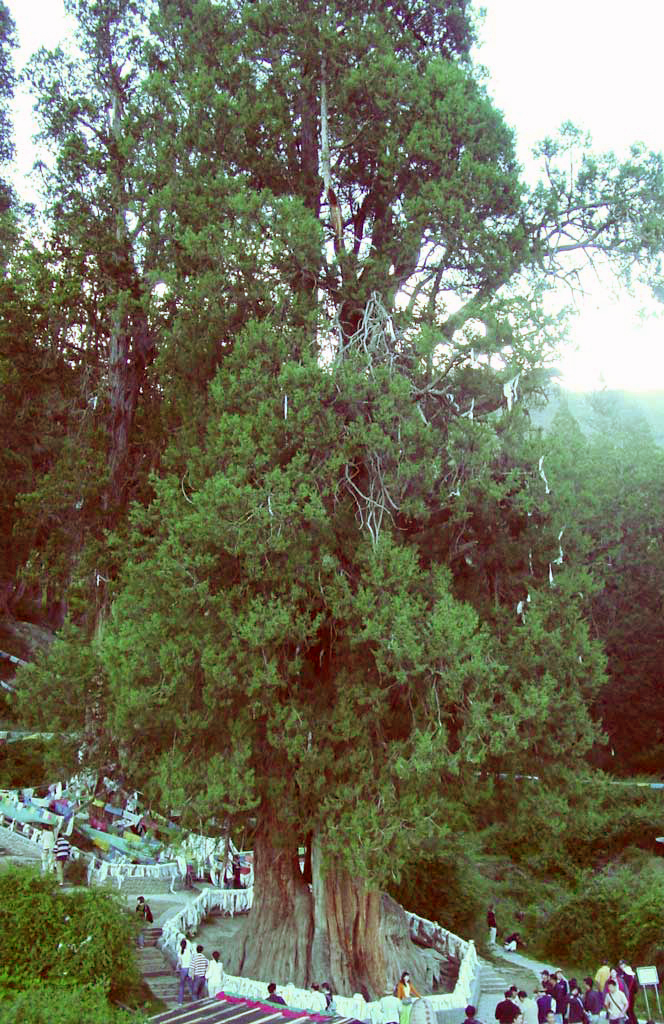
Il "re cipresso", un grande esemplare di Cupressus gigantea che sorge nell'ecoregione

Gli alberi dominanti sono la Tsuga dumosa, la Picea smithiana e varie specie del genere Abies. Meno frequenti sono il Larix griffithii, il L. potaninii, il Pinus wallichiana e il Taxus baccata. Vicino alla linea degli alberi si incontrano varie forme di ginepri: Juniperus indica, J. recurva e J. squamata. Spesso, insieme alle conifere, cresce anche la Betula utilis. Altre latifoglie qui presenti sono specie dei generi Acer, Magnolia, Sorbus, Viburnum e varie Lauraceae e Aralliaceae. All'interno di questa ecoregione si incontra il numero più elevato di specie di rododendro, che sembra aumentare al di sopra dei 2000 m: nella sola gola dello Yarlung Tsangpo se ne incontrano più di 60.
In questa ecoregione cresce la foresta più alta del mondo: una foresta di ginepro tibetano nella contea di Baxoi (Regione Autonoma del Tibet), che raggiunge i 4900 m.

## Fauna
Tra i mammiferi maggiormente degni di nota dell'ecoregione ricordiamo il panda minore (Ailurus fulgens), il takin (Budorcas taxicolor), il mosco alpino (Moschus chrysogaster), il goral rosso (Naemorhedus baileyi), l'orso dal collare (Ursus thibetanus) e il leopardo (Panthera pardus).
Tra gli uccelli, particolarmente significativi sono il fagiano orecchiuto del Tibet (Crossoptilon harmani), il fagiano orecchiuto bianco (C. crossoptilon) e il garrulo gigante (Babax waddelli).

## Popolazione
La popolazione umana nelle foreste di conifere subalpine dell'Himalaya nord-orientale è estremamente ridotta e dispersa. L'asperità del terreno, l'altitudine elevata e le condizioni climatiche rigide hanno limitato l'insediamento permanente, favorendo la conservazione degli ambienti forestali. Le poche comunità che abitano la regione appartengono in prevalenza a minoranze etniche tibetane, bhutanesi e di gruppi tribali dell’Arunachal Pradesh. La loro economia è tradizionalmente basata sulla pastorizia, sulla raccolta di prodotti forestali, su una limitata agricoltura di sussistenza e sullo scambio con villaggi delle valli sottostanti. In alcune aree, come la gola dello Yarlung Tsangpo e le valli di Tawang e Zayü, gli insediamenti sono piccoli e spesso stagionali. L'isolamento geografico ha permesso a molte tradizioni culturali e religiose di conservarsi intatte, con una forte influenza del buddhismo tibetano, riscontrabile nella presenza di piccoli monasteri e luoghi di pellegrinaggio. L'accesso alle infrastrutture moderne resta molto limitato e, sebbene alcune zone si stiano aprendo al turismo d'avventura o naturalistico, l'impatto antropico sull'ecoregione rimane per ora molto contenuto.

## Conservazione
Gran parte dell'ecoregione giace su un terreno impervio e inaccessibile, che ha preservato la zona dagli insediamenti umani.